# Stazione di Pizzighettone
La stazione di Pizzighettone è una stazione ferroviaria posta lungo la linea Pavia-Cremona; l'impianto, pur prendendo il nome dal limitrofo centro di Pizzighettone, in provincia di Cremona, di cui serve il centro storico e il sobborgo di Gera, si trova all'interno del territorio comunale di Maleo, in provincia di Lodi.

## Storia
Nel 2016 sono state girate presso lo scalo ferroviario alcune scene del film Chiamami col tuo nome, diretto dal regista Luca Guadagnino e vincitore di un premio Oscar, tra cui la scena del saluto finale tra i due protagonisti, interpretati dagli attori Timothée Chalamet e Armie Hammer. La stazione non compare nella pellicola con il suo nome reale, ma figura come la stazione di Clusone, impianto realmente esistito fino al 1967 lungo la ferrovia della val Seriana, in provincia di Bergamo. Alle scene girate presso lo scalo sono stati aggiunti in post-produzione alcuni elementi di sfondo come le montagne per favorire l'identificazione con Clusone.

## Strutture ed impianti

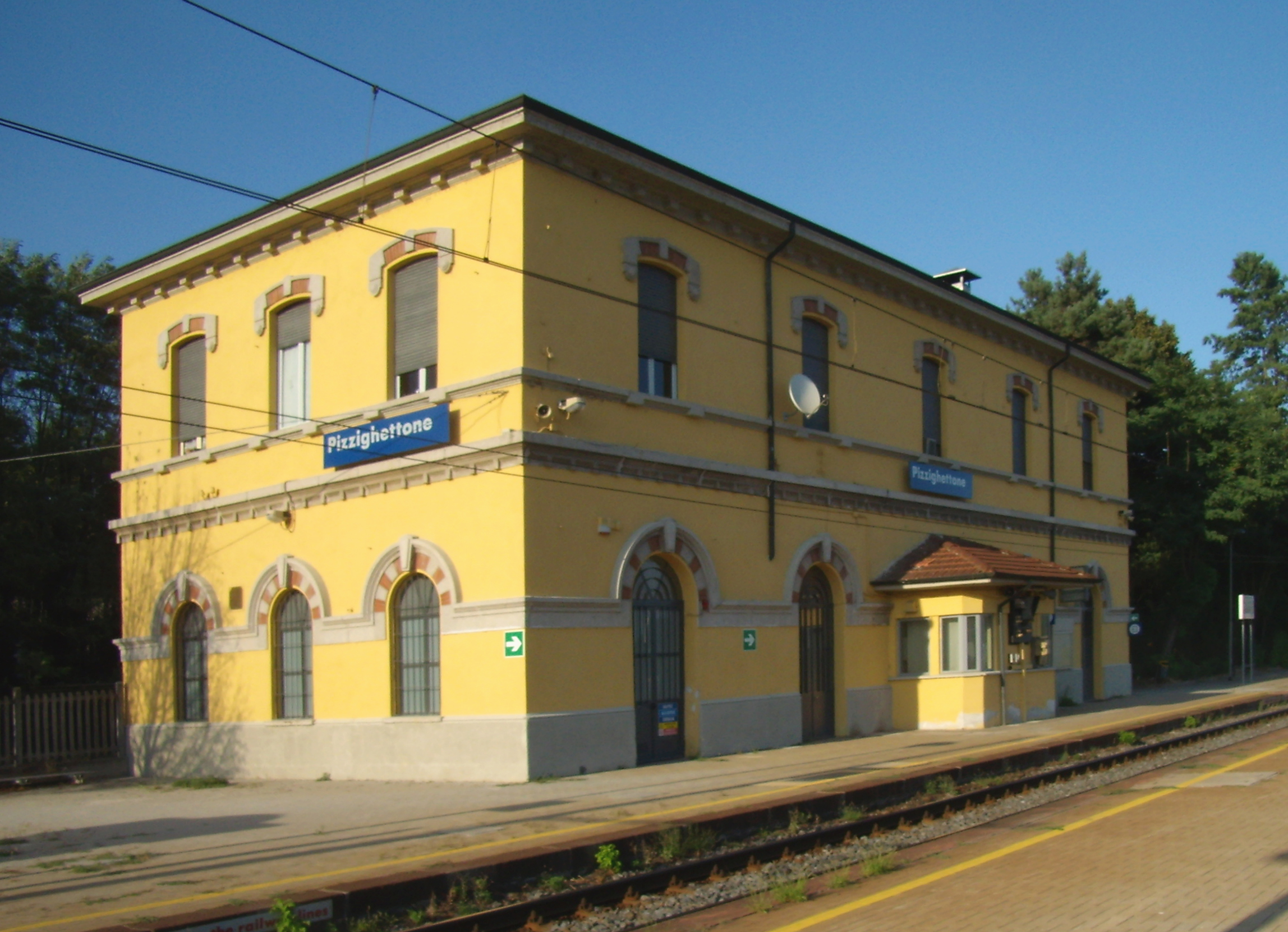
Il piazzale binari

La stazione è fornita di un fabbricato viaggiatori a due piani, di cui solo parte del piano terreno è aperta all'utenza ospitando una sala d'attesa fornita di biglietteria automatica.
Il piazzale binari conta due binari per il servizio passeggeri, dotati entrambi di banchina.
È, inoltre, presente anche un terzo binario, in precedenza utilizzato per lo scalo merci, il cui servizio risulta soppresso. Questo binario viene sovente utilizzato per il ricovero dei mezzi di manutenzione della linea.

## Movimento
La stazione è servita dai treni regionali e dalle autocorse sostitutive operate da Trenord in servizio sulla tratta Codogno–Cremona.

## Servizi
La stazione dispone di:
- Sala d'attesa
- Biglietteria automatica